# Henlea glandulifera
Henlea glandulifera är en ringmaskart som beskrevs av Nurminen 1970. Henlea glandulifera ingår i släktet Henlea, och familjen småringmaskar. Arten är reproducerande i Sverige.